# Lindeberg Station (Hovedbanen)
|  | Ikke at forveksle med Lindeberg Station på Furusetbanen. |
Lindeberg Station (Lindeberg stasjon) er en jernbanestation på Hovedbanen, der ligger i Lindeberg i Sørum kommune i Norge. Stationen ligger 153 meter over havet, 32,39 km fra Oslo S. Den består af to spor med to perroner, læskure og en mindre parkeringsplads.
Stationen blev åbnet 15. februar 1944. Den blev fjernstyret 7. februar 1965 og gjort ubemandet 17. marts 1969. Den blev ombygget i 1996 for at give plads til Gardermobanen, der passerer lige forbi stationsområdet. Stationsbygningen, der i forvejen var planlagt nedrevet, brændte i oktober 2006. Politiet vurderede umiddelbart, at der var tale om en påsat brand. Toiletbygningen står dog stadig.